# Aminata Touré
Aminata Touré (ur. 12 października 1960 w Dakarze) – senegalska polityk, premier Senegalu od 3 września 2013 do 8 lipca 2014.